# Chaetomitrium pseudoelongatum
Chaetomitrium pseudoelongatum är en bladmossart som beskrevs av Brotherus in Warburg 1899. Chaetomitrium pseudoelongatum ingår i släktet Chaetomitrium och familjen Hookeriaceae. Inga underarter finns listade i Catalogue of Life.